# Acropora anthocercis
Acropora anthocercis là một loài san hô trong họ Acroporidae. Loài này được Brook mô tả khoa học năm 1893.